# Thorncombe
Thorncombe è un villaggio e parrocchia civile dell'Inghilterra, appartenente alla contea del Dorset.

## Monumenti e luoghi d'interesse
- Forde Abbey, casa di campagna ed ex-abbazia cistercense[1][2][3][4]